# 小林賢伍
小林賢伍（こばやし けんご ，Kobayashi Kengo，1989年2月9日—）是日本東京都出身的旅遊作家、攝影師。因喜愛臺灣原住民文化而自2016年起旅居臺灣。著有《台湾日記》、《風起臺灣》、《大和日記:西日本》、《大和日記:東日本》、《邁步向前直到綻放吧！》。

## 經歷
2016年起曾旅居台灣，拍攝了宜蘭縣與新北市交界的三角崙山並將其暱稱為「抹茶山」而開拓知名度，曾參與交通部觀光局阿里山國家風景區管理處的形象廣告。2021年出版《風起臺灣》，同年被日台交流協會選任為日本青年代表，並獲頒「促進日台友好關係貢獻紀念章」。
2022年返國記錄日本47都道府縣，並成為日本台灣交流協會與臺灣媒體「The News Lens JAPAN關鍵評論網」等官方與網路傳媒專欄作家。

## 出版書籍
- 2019年《日記》（Taiwan Diary）
- 2020年《風起臺灣》（風立ちぬ、台湾 Be Sky Taiwan）
- 2022年《大和日記:西日本》（Yamato Diary: Western Japan）
- 2023年《大和日記:東日本》（Yamato Diary: Eastern Japan）
- 2024年《邁步向前直到綻放吧！》（咲くまで歩こう）
- 2024年《皇冠海岸９９：在北海岸要做的９９件事》（皇冠海岸９９：北海岸でしたい９９のこと ）